# Explosion imminente
Pour plus de détails, voir Fiche technique et Distribution.
Explosion imminente  ou Déclic au Québec (Ticker) est un film américain réalisé par Albert Pyun, sorti en 2001.

## Synopsis
À San Francisco, un détective et un expert en explosifs unissent leurs efforts pour déjouer les plans d'un terroriste fou, qui menace de faire exploser une bombe toutes les deux heures si on ne lui restitue pas sa petite amie incarcérée.

## Fiche technique
- Titre original : Ticker
- Titre français : Explosion imminente
- Titre québécois : Déclic
- Réalisation : Albert Pyun
- Scénario : Paul B. Margolis
- Musique : Serge Colbert
- Photographie : Philip Alan Waters
- Montage : Cari Coughlin et Ken Morrisey
- Production : Ken Aguado
- Sociétés de production : Artisan Entertainment, Kings Road Entertainment, Millennium Films, Moonstone Enterprises & Steamroller Productions
- Société de distribution : Millennium Films
- Pays :  États-Unis
- Langue : Anglais
- Format : 35mm – 1.85:1 – Couleur — Son Dolby Digital
- Genre : Action, Policier
- Durée : 92 min
- Dates de sortie :
  -  États-Unis : 13 janvier 2001
  -  France : 23 avril 2001
  -  Japon : 13 novembre 2001

## Distribution
- Tom Sizemore (VF : Pierre Dourlens ; VQ : Luis de Cespedes)  : l'inspecteur Ray Nettles
- Dennis Hopper (VF : Patrick Floersheim ; VQ : Vincent Davy) : Alex Swan
- Steven Seagal (VF : Jean-François Aupied ; VQ : Hubert Gagnon) : le lieutenant Frank Glass, expert en explosifs et chef de l'escouade antibombe
- Jaime Pressly (VF : Brigitte Virtudes ; VQ : Catherine Sénart) : Claire Manning
- Nas (VQ : Louis-Philippe Dandenault) : l'inspecteur Art « Fuzzy » Rice
- Chilli (VQ : Lorna Gordon) : Lilly
- Peter Greene (VF : Guillaume Orsat ; VQ : Benoît Rousseau) : l'inspecteur Arthur 'Artie' Pluchinsky
- Joe Spano (VF : Michel Tureau) : le capitaine R.J. Winters
- Michael Halsey (VF : Philippe Catoire) : Vershbow
- Kevin Gage (VF : Éric Etcheverry ; VQ : Alain Zouvi) : Payton «Pooch» Stad
- Romany Malco (VF : David Krüger ; VQ : Daniel Lesourd) :  T.J. Little
- Norbert Weisser : Dugger
- Tish Daniels : Angie Gibson
- Mimi Rose (VQ : Aline Pinsonneault) : Bev
- Ice-T : Milos